# Гуга (футболіст, 1998)
Клаудіо Родрігес Гомес (порт. Cláudio Rodrigues Gomes), більш відомий як Гуга (порт. Guga, нар. 29 серпня 1998, Ріо-де-Жанейро) — бразильський футболіст, захисник клубу «Флуміненсе».

## Ігрова кар'єра
Народився 29 серпня 1998 року в місті Ріо-де-Жанейро. Вихованець юнацьких команд футбольних клубів «Ботафогу» та «Аваї». 4 лютого 2018 року в матчі чемпіонату штату Санта-Катаріна проти «Крісіуми» (1:0) відбувся його дебют за основний склад останнього. 15 лютого в поєдинку проти клубу «Брускі» Гуга забив свій перший гол за «Аваї». 14 квітня в матчі проти «Віла-Нови» він дебютував у бразильській Серії B. У сезоні 2018 року він був одним із найяскравіших гравців «Аваї» в Серії B 2018 року, взявши участь у 36 матчах чемпіонату, і допоміг команді вийти до Серії A.
28 грудня 2018 року Гуга перейшов у «Атлетіко Мінейру», який заплатив 8 мільйонів реалів за 70 % вартості його трансферу. 28 квітня у матчі проти свого колишнього клубу «Аваї» він дебютував у бразильській Серії А. Всього відіграв за команду з Белу-Орізонті чотири сезони своєї ігрової кар'єри. Більшість часу, проведеного у складі «Атлетіко Мінейру», був основним гравцем захисту команди і 2021 року виграв з командою чемпіонат і Кубок Бразилії, а на початку наступного року у статусі володаря «золотого дубля» здобув і Суперкубок Бразилії. Крім того тричі поспіль у 2020—2022 роках він виграв з командою чемпіонат штату Мінас-Жерайс.
14 грудня 2022 року Гуга підписав трирічну угоду з «Флуміненсе». У першому ж сезоні захисник виграв з командою чемпіонат штату Ріо-де-Жанейро, а 4 листопада 2023 року Гуга став володарем Кубка Лібертадорес, взявши участь у 6 із 13 ігор на турнірі. У фіналі Гуга вийшов на поле наприкінці другого тайму, відігравши весь додатковий час. Станом на 23 грудня 2023 року відіграв за команду з Ріо-де-Жанейро 22 матчі в національному чемпіонаті.

## Виступи за збірні
Протягом 2019—2021 років залучався до складу олімпійської збірної Бразилії, у складі якої 2019 року став переможцем Турніру в Тулоні.

## Статистика виступів

### Статистика клубних виступів
| Сезон             | Команда            | Чемпіонат         | Чемпіонат | Чемпіонат | Національний кубок | Національний кубок | Національний кубок | Континентальні кубки | Континентальні кубки | Континентальні кубки | Інші змагання | Інші змагання | Інші змагання | Усього | Усього | Усього |
| Сезон             | Команда            | Ліга              | Ігор      | Голів     | Ліга               | Ігор               | Голів              | Ліга                 | Ігор                 | Голів                | Ліга          | Ігор          | Голів         | Ігор   | Голів  |        |
| ----------------- | ------------------ | ----------------- | --------- | --------- | ------------------ | ------------------ | ------------------ | -------------------- | -------------------- | -------------------- | ------------- | ------------- | ------------- | ------ | ------ | ------ |
| 2018              | «Аваї»             | ЛК+B              | 10+36     | 1+3       | КБ                 | 5                  | 0                  |                      | -                    | -                    |               | -             | -             | 51     | 4      |        |
| 2019              | «Атлетіко Мінейру» | ЛМ+A              | 12+18     | 0         | КБ                 | 1                  | 0                  | КЛ+ПаК               | 5+1                  | 0                    |               | -             | -             | 37     | 0      |        |
| 2020              | «Атлетіко Мінейру» | ЛМ+A              | 7+32      | 0+1       | КБ                 | 1                  | 0                  | ПаК                  | 1                    | 0                    |               | -             | -             | 41     | 1      |        |
| 2021              | «Атлетіко Мінейру» | ЛМ+A              | 7+25      | 1+0       | КБ                 | 4                  | 0                  | КЛ                   | 5                    | 0                    |               | -             | -             | 41     | 1      |        |
| 2022              | «Атлетіко Мінейру» | ЛМ+A              | 9+22      | 0         | КБ                 | 2                  | 0                  | КЛ                   | 5                    | 0                    | СБ            | 1             | 0             | 39     | 0      |        |
| 2023              | «Флуміненсе»       | ЛК+A              | 8+6       | 0         | КБ                 | 3                  | 0                  | КЛ                   | 0                    | 0                    |               | -             | -             | 17     | 0      |        |
| Усього за кар'єру | Усього за кар'єру  | Усього за кар'єру | 192       | 6         |                    | 16                 | 0                  |                      | 17                   | 0                    |               | 1             | 0             | 226    | 6      |        |

## Титули і досягнення
- Чемпіон Бразилії (1):

«Атлетіко Мінейру»: 2021
- Володар Кубка Бразилії (1):

«Атлетіко Мінейру»: 2021
- Володар Суперкубка Бразилії (1):

«Атлетіко Мінейру»: 2022
- Переможець Ліги Мінейро (3):

«Атлетіко Мінейру»: 2020, 2021, 2022
- Переможець Ліги Каріока (1):

«Флуміненсе»: 2023
- Володар Кубка Лібертадорес (1):

«Флуміненсе»: 2023
- Переможець Рекопи Південної Америки (1):

«Флуміненсе»: 2024

## Особисте життя
Гравець отримав прізвисько «Гуга» через схожість його зачіски з зачіскою тенісиста Густаво Куертена.